# Ivan Samardžija
Ivan Samardžija (Zagreb, 21. studenoga 1988.), hrvatski je povjesničar. 
God. 2018. - 2019. bio je zaposlen kao arhivist u Hrvatskome memorijalno-dokumentacijskom centru Domovinskoga rata. Trenutno je zaposlen u Leksikografskome zavodu Miroslav Krleža u Zagrebu. Suradnik je Vijenca Matice hrvatske i član Umjetničkoga prosudbenog vijeća Festivala domoljubnog filma Gordan Lederer.
Objavljivao je tekstove u Vijencu, Vojnoj povijesti, Inkluziji (dodatak Vijencu) i Hrvatskom slovu, te na portalima (Portal Hrvatskoga kulturnog vijeća, Identitet.hr/Braniteljski.hr, Hrvatsko nebo itd.).

### Knjige (autorske)
1. Operacija Otkos-10: Oslobodilačka operacija hrvatskih oružanih snaga u zapadnoj Slavoniji, jesen 1991., Despot infinitus, Zagreb, 2019.
2. Operation Swath-10: The Croatian Armed Forces liberation operation in Western Slavonia, Autumn 1991, vlastita naklada (Amazon), 2019.

### Udžbenici
1. Povijest 4: udžbenik iz povijesti za četvrti razred gimnazije (suautor), Alfa d.d., Zagreb, 2021., 2022.

## Unutarnje poveznice
- Festival domoljubnog filma Gordan Lederer – Wikipedija

## Vanjske poveznice
- Samardžija Ivan (lzmk.hr)
- Objavljen engleski prijevod knjige „Operacija Otkos-10: Oslobodilačka operacija hrvatskih oružanih snaga u zapadnoj Slavoniji, jesen 1991.“
- Predstavljena knjiga ‘OTKOS 10’, autora Ivana Samardžije
- Operacija Otkos-10
- Domovinski rat na velikom platnu
- Operation Swath-10: The Croatian Armed Forces liberation operation in Western Slavonia, Autumn 1991